# Igreja Presbiteriana Evangélica (1956-1965)
Não confundir com a atual Igreja Presbiteriana Evangélica (EUA) fundada em 1981 
A Igreja Presbiteriana Evangélica - em inglês Evangelical Presbyterian Church - foi uma denominação cristã presbiteriana reformada  estadunidense, formada em 1956, por um grupo que se separou da Igreja Presbiteriana Bíblica (IPBi). 
Á época, 57% dos membros deixou a IPBi por discordar da postura seu líder, Carl McIntire, em relação a condução da denominação.
Teve como membros J. Oliver Buswell, Robert G. Rayburn e Francis Schaeffer. Em 1965, se uniu à Igreja Presbiteriana Reformada - Sínodo Geral para formar a Igreja Presbiteriana Reformada - Sínodo Evangélico. Esta, por sua vez foi absorvida pela Igreja Presbiteriana na América em 1982.